# Greg Lansky
Greg Lansky (ur. 27 marca 1982 w Paryżu) – francuski przedsiębiorca i inwestor działający w Stanach Zjednoczonych. Wyreżyserował i wyprodukował wiele filmów dla dorosłych, które określa jako sztukę. Lansky był założycielem Vixen Media Group w 2014, jednej z największych firm w branży rozrywki dla dorosłych, i był jej dyrektorem naczelnym do stycznia 2020, kiedy to sprzedał swój pełny udział w firmie. W ramach Vixen Media Group stworzył studia dla dorosłych, takie jak Tushy i Vixen.

## Wczesne lata
Urodził się i dorastał w Paryżu w rodzinie pochodzenia żydowskiego. Uczęszczał do szkoły marketingu w Paryżu i pracował dla różnych sieci telewizyjnych. W 2004 porzucił szkołę średnią i przez krótki czas pracował w produkcji telewizyjnej w Paryżu. Odbył staż w firmie produkcyjnej, która produkowała programy reality show.

## Kariera
Zawodowo wykształcony jako fotograf, swoją pasję do kina pornograficznego odkrył jako 12-latek. Fascynował go „Playboy” i „Penthouse” i od 13 roku życia marzył o pracy w branży porno. W 2005 rozpoczął karierę w branży pornograficznej dzięki pomocy swojego przyjaciela, Mike’a Adriano, który wówczas pracował w sektorze nieruchomości. Adriano pożyczył od swoich rodziców kilka tysięcy dolarów pod pozorem inwestycji w nieruchomości, a Lansky w międzyczasie wykonał kilka telefonów, które w końcu doprowadziły go do niemieckiego gwiazdora porno, Steve’a Holmesa. Pierwszy film erotyczny Lansky’ego, Pamiętniki dziwek (Slut Diaries, 2005) z Lisą Ann, Leah Luv, Kinzie Kenner, Holly Wellin i Courtney Simpson, okazał się „bardzo przeciętnym”. Później w tym samym roku wziął udział w niemieckich targach Venus Berlin w Messe Berlin, ale producenci nie byli zainteresowani jego realizacją. W końcu z pomocą Steve’a Holmesa udało się za 200 dolarów sprzedać film Wolfgangowi Embacherowi, niemieckiemu producentowi, który w tym czasie był właścicielem studia Erotic Planet. To właśnie na tym wydarzeniu Lansky poznał Scotta Taylora, właściciela studia New Sensations.
Lansky wyreżyserował wiele tytułów dla New Sensations / Digital Sin do 2007. Następnie otworzył swoją firmę produkcyjną, zaczął reżyserować i produkować dla internetowej sieci dla dorosłych – Reality Kings. W 2014 przestał pracować dla Reality Kings, aby skoncentrować się na tworzeniu własnej firmy.
W 2014 założył Vixen Media Group i stworzył trzy wielokrotnie nagradzane studia filmowe: Vixen, Blacked i Tushy. W 2018, po czterech latach kręcenia tylko w Kalifornii, otworzył także biura w Europie – odtąd kręcił sceny w Paryżu, Budapeszcie czy na Ibizie, a sam zaczął prowadzić swoją firmę i zajął się tylko produkcją.
W 2018 magazyn „Rolling Stone” opublikował artykuł o Lansky’m i jego „imperium rozrywki dla dorosłych”, a Ad Age nazwał go „mistrzem marketingu SFW”. Kanye West ujawnił w programie Jimmy Kimmel Live!, że jego ulubioną stroną pornograficzną była Lansky’s Blacked. Lansky zaoferował Westowi możliwość wyreżyserowania filmu dla dorosłych, a obaj zostali sfotografowani razem za kulisami podczas rozdania nagród Pornhub w 2018. Kilku artystów hip-hopowych wykazało związek z Lansky’m i jego markami, w tym Post Malone, Lil Pump i Trippie Redd.
Lansky’ego porównywano do Hugh Hefnera. Przypisuje się mu „podniesienie poziomu biznesu porno jako całości”. Nazywano go „najbardziej piraconym człowiekiem w branży porno”, a filmy, które wyprodukowała jego firma, należą do „jednych z najczęściej oglądanych treści filmów dla dorosłych na świecie”. Lansky był określany jako „Spielberg filmów porno”, a jego Instagram został nazwany przez francuską edycję magazynu „GQ” – profilem wszech czasów „najbardziej niebezpiecznych treści, które nie powinny być oglądane w miejscu pracy”.

## Nagrody
| Rok  | Nagroda           | Kategoria                                           | Film                    |
| ---- | ----------------- | --------------------------------------------------- | ----------------------- |
| 2014 | XRCO Award        | Najlepszy reżyser internetowy                       | –                       |
| 2015 | XRCO Award        | Najlepszy reżyser internetowy                       | –                       |
| 2016 | XRCO Award        | Najlepszy reżyser filmów niefabularnych             | –                       |
| 2016 | XRCO Award        | Najlepsza realizacja                                | Being Riley (2015)      |
| 2016 | AVN Award         | Najlepsze zdjęcia                                   | Being Riley (2015)      |
| 2016 | AVN Award         | Reżyser roku                                        | –                       |
| 2016 | Spank Bank Award  | Reżyser roku                                        | –                       |
| 2016 | NightMoves Award  | Najlepszy reżyser filmów niefabularnych wg redakcji | –                       |
| 2017 | NightMoves Award  | Nagroda za całokształt twórczości                   | –                       |
| 2017 | Urban X Award     | Reżyser roku                                        | –                       |
| 2017 | AVN Award         | Najlepszy reżyser filmu niefabularnego              | Natural Beauties (2016) |
| 2017 | AVN Award         | Reżyser roku                                        | –                       |
| 2017 | AVN Award         | Najlepsza kampania marketingowa Blacked/Tushy/Vixen | –                       |
| 2017 | XBIZ Award        | Reżyser roku – ciało pracy                          | –                       |
| 2017 | XBIZ Award        | Reżyser roku realizacji niefabularnej               | Anal Beauty (2015)      |
| 2018 | AVN Award         | Reżyser roku                                        | –                       |
| 2018 | XBIZ Award        | Reżyser roku – realizacja niefabularna              | –                       |
| 2018 | Nightmoves Awards | Najlepszy reżyser realizacji niefabularnych         | –                       |
| 2018 | XRCO Award        | Najlepszy reżyser realizacji niefabularnych         | –                       |
| 2019 | AVN Award         | Reżyser roku                                        | –                       |
| 2019 | Nightmoves Awards | Najlepsza realizacja etniczna / międzyrasowa        | Blacked Raw V15 (2019)  |
| 2019 | Nightmoves Awards | Najlepsze realizacja analna                         | Anal Beauty 2 (2015)    |
| 2019 | Spank Bank Award  | Mistrz plugastwa: Reżyser roku – ciało pracy        | –                       |